# Guettarda crassipes
Guettarda crassipes är en måreväxtart som beskrevs av Nathaniel Lord Britton. Guettarda crassipes ingår i släktet Guettarda och familjen måreväxter. Inga underarter finns listade i Catalogue of Life.